# Hecatera digramme
Hecatera digramme är en fjärilsart som beskrevs av Fischer de Waldheim 1820. Hecatera digramme ingår i släktet Hecatera och familjen nattflyn. Inga underarter finns listade i Catalogue of Life.